# Legacy of the Nephilim
Legacy of the Nephilim – trzeci album studyjny polskiej grupy muzycznej Hell-Born. Wydawnictwo ukazało się 11 października 2003 roku nakładem wytwórni muzycznej Conquer Records. Nagrania zostały zarejestrowane w czerwcu 2003 roku w białostockim Hertz Studio we współpracy z producentami muzycznym Sławomirem i Wojciechem Wiesławskimi.

## Lista utworów
Opracowano na podstawie materiału źródłowego.
1. "Supreme Race" - 04:23
2. "Devourer of Souls" - 05:24
3. "Brimstone Lakes of Pandemonium" - 03:59
4. "Lucifer" - 04:46
5. "Phantom Infernal" - 04:37
6. "The Art of Necromancy" - 03:49
7. "Guardians of the Daemongate" - 04:22
8. "Legacy of the Nephilim" - 03:09
9. "Blacklight of Leviathan" - 06:04

## Twórcy
Opracowano na podstawie materiału źródłowego.
- Adam "Baal" Muraszko – wokal prowadzący, gitara basowa
- Leszek "Les" Dziegielewski – gitara rytmiczna, gitara prowadząca, wokal wspierający
- Jeff – gitara rytmiczna, gitara prowadząca, wokal wspierający
- Krzysztof "Mały" Jankowski – perkusja